# فرودگاه وکوه اتی
فرودگاه وکوه اتی (به انگلیسی: Wekweètì Airport) یک فرودگاه همگانی است که یک باند فرود شن دارد و طول باند آن ۹۱۴ متر است. این فرودگاه در کشور کانادا قرار دارد و در ارتفاع ۳۶۸ متری از سطح دریا واقع شده است.

## شرکت‌های هواپیمایی و مقصدهای پروازی
| شرکت‌های هواپیمایی       | مقصدهای پروازی |
| ----------------------- | -------------- |
| Air Tindi               | یلونایف        |
| Arctic Sunwest Charters | یلونایف        |